# Canton de Volonne
Le canton de Volonne est une ancienne division administrative française située dans le département des Alpes-de-Haute-Provence et la région Provence-Alpes-Côte d'Azur.

## Composition
Le canton de Volonne regroupait neuf communes :
d'Aubignosc, Château-Arnoux-Saint-Auban, Châteauneuf-Val-Saint-Donat, L'Escale, Montfort, Peipin, Salignac, Sourribes et Volonne.
| Nom                         | Code Insee | Intercommunalité                | Population (dernière pop. légale) |
| --------------------------- | ---------- | ------------------------------- | --------------------------------- |
| Volonne (chef-lieu)         | 04244      | CA Provence-Alpes Agglomération | 1 669 (2014)                      |
| Aubignosc                   | 04013      | CC Jabron Lure Vançon Durance   | 561 (2014)                        |
| Château-Arnoux-Saint-Auban  | 04049      | CA Provence-Alpes Agglomération | 5 210 (2014)                      |
| Châteauneuf-Val-Saint-Donat | 04053      | CC Jabron Lure Vançon Durance   | 499 (2014)                        |
| L'Escale                    | 04079      | CA Provence-Alpes Agglomération | 1 384 (2014)                      |
| Montfort                    | 04127      | CC Jabron Lure Vançon Durance   | 356 (2014)                        |
| Peipin                      | 04145      | CC Jabron Lure Vançon Durance   | 1 484 (2014)                      |
| Salignac                    | 04200      | CC Jabron Lure Vançon Durance   | 629 (2014)                        |
| Sourribes                   | 04211      | CC Jabron Lure Vançon Durance   | 182 (2014)                        |

## Histoire

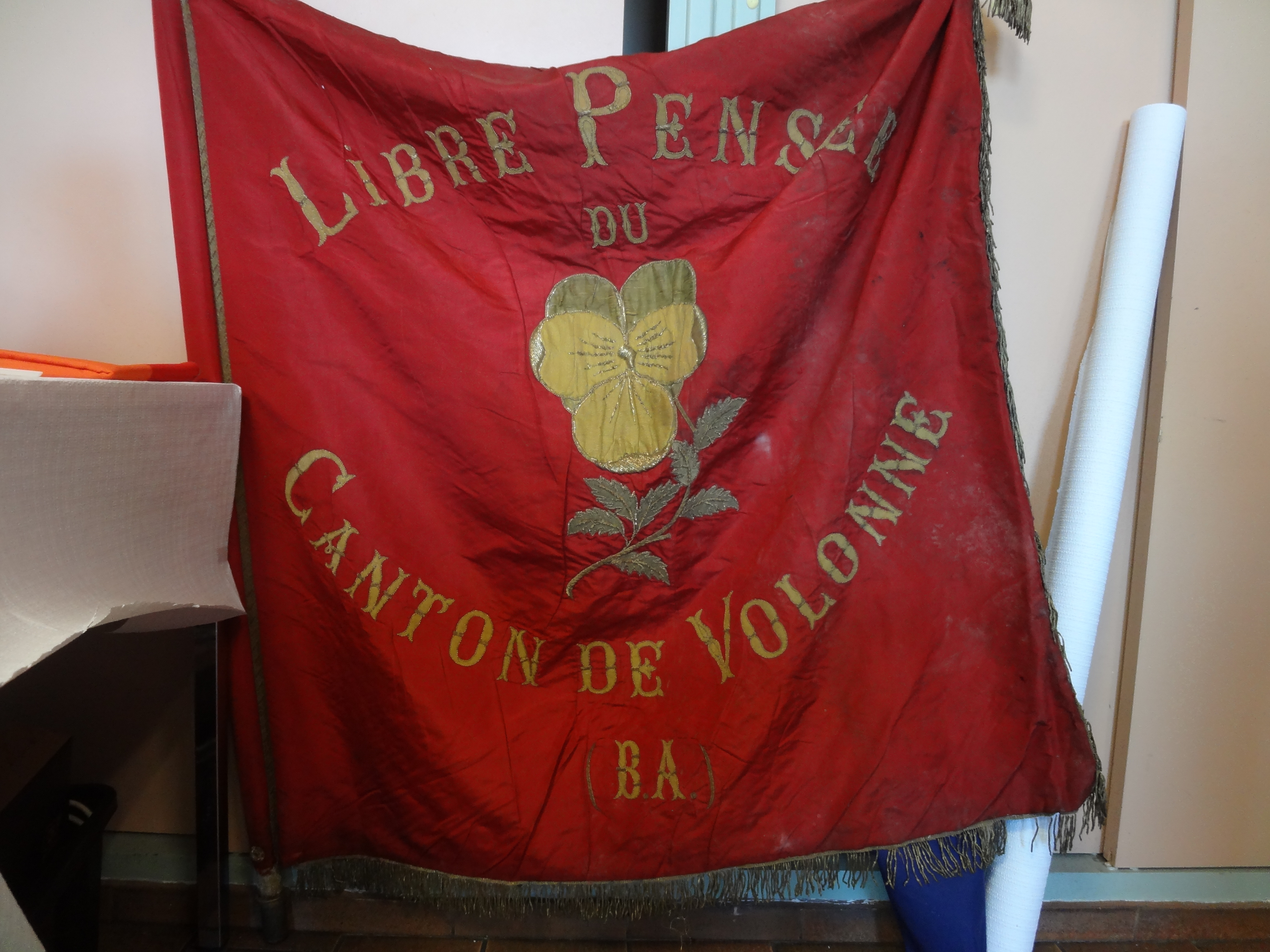
Un groupe cantonal de la Libre Pensée illustre l’activité des cercles de gauche.

À la suite du décret du 24 février 2014, le canton a été supprimé, fin mars 2015, pour les élections départementales de 2015. Certaines communes ont rejoint le nouveau canton de Château-Arnoux-Saint-Auban et d'autres le canton de Sisteron.

## Administration

### Conseillers généraux de 1833 à 2015
| Période | Période                   | Identité                            | Étiquette             | Qualité                                                                                                |
| ------- | ------------------------- | ----------------------------------- | --------------------- | --- |
| 1833    | 1845                      | Jean François Amenc                 |                       | Négociant, maire de Volonne, suppléant du juge de paix                                                 |
| 1845    | 1848                      | Jean-Pierre Buès                    |                       | Officier de santé, maire de Volonne, conseiller d'arrondissement                                       |
| 1848    | 1852 (décès)              | Jean François Amenc                 |                       | Négociant à Volonne                                                                                    |
| 1852    | 1871                      | Xavier Réguis                       | Centre droit          | Lieutenant-colonel d'artillerie retraité Député (1853-1870)                                            |
| 1871    | 1874                      | Charles-Henri Paulon (1820-1894)    | Républicain           | Entrepreneur, conducteur des Ponts et Caussées                                                         |
| 1874    | 1891 (décès)              | Jacques Paulon (frère du précédent) | Républicain           | Rentier, député (1880-1881)                                                                            |
| 1891    | 1898                      | James Mac-Adaras                    | Républicain           | Ancien militaire (né Irlandais) député (1889-1893)                                                     |
| 1898    | 1910                      | Frédéric Adrien Bérenguier          | Rad.                  | Notaire, Aubignosc                                                                                     |
| 1910    | 1914 (démission)          | James Mac-Adaras                    | Républicain           | Ancien militaire Ancien député (1889-1893)                                                             |
| 1914    | 1922                      | Raoul Anglès                        | Rad.                  | Journaliste, rédacteur en chef du Radical Député (1914-1924)                                           |
| 1922    | 1941 (démission d'office) | Camille Reymond                     | PCF puis SFIO         | Professeur de cours complémentaire à Marseille Révoqué par le Gouvernement de Vichy                    |
|         |                           |                                     |                       | |
| 1943    | 1945                      | Marius Villard                      | ?                     | Maire de Château-Arnoux Nommé conseiller départemental en 1943                                         |
|         |                           |                                     |                       | |
| 1945    | 1955                      | Camille Reymond                     | SFIO                  | Maire de Château-Arnoux-Saint-Auban (1944-1965)                                                        |
| 1955    | 1973                      | Guy Reymond (fils du précédent)     | SFIO puis PSU puis PS | Peseur juré                                                                                            |
| 1973    | 1979                      | François Bourdet                    | DVD puis RPR          | Maire de Volonne                                                                                       |
| 1979    | 1985                      | José Escanez                        | PS                    | Syndicaliste CFDT chez Pechiney Maire de Château-Arnoux-Saint-Auban (1977-2008).                       |
| 1985    | 2004                      | Gilbert Risso                       | RPR puis UMP          | Médecin à Château-Arnoux-Saint-Auban                                                                   |
| 2004    | 2011                      | José Escanez                        | MRC                   | Ancien maire (1977-2008) puis conseiller municipal de Château-Arnoux-Saint-Auban                       |
| 2011    | 2015                      | Claude Fiaert                       | PS                    | Agent technique Maire de L'Escale depuis 2008 Elu en 2015 dans le canton de Château-Arnoux-Saint-Auban |

### Conseillers d'arrondissement (de 1833 à 1940)
- Le canton de Volonne avait deux conseillers d'arrondissement à partir de 1895.
- Il faisait partie de l'arrondissement de Sisteron.

| Période                                  | Période          | Identité                    | Étiquette   | Qualité |
| ---------------------------------------- | ---------------- | --------------------------- | ----------- | --- |
| 1833                                     | 1848             | M. Mégy                     |             | Négociant                                                                                                   |
| 1833                                     | 1839             | M. Roux                     |             | Propriétaire                                                                                                |
| 1839                                     | 1845             | Jean-Pierre Buès            |             | Médecin, maire de Volonne                                                                                   |
|                                          |                  |                             |             | |
|                                          | 1882 (démission) | Aimé Roux                   |             | Maire de Volonne                                                                                            |
|                                          |                  |                             |             | |
| 1883                                     | 1895             | M. Collomb                  | Républicain | |
| 1895                                     | 1913             | M. Paul                     | Républicain | |
| 1895                                     | 1913             | M. Ravour                   | Républicain | |
| 1913                                     |                  | M. Peyrimond                |             | |
| 1913                                     |                  | Paul François               |             | |
|                                          |                  |                             |             | |
|                                          | 1940             | M. Ripert                   | SFIO        | |
| 1925                                     | 1940             | Henri Pulvérail (1888-1959) | SFIO        | Propriétaire maçon, maire d'Aubignosc                                                                       |
| 1940                                     |                  |                             |             | Les conseils d'arrondissement ont été suspendus par la loi du 12 octobre 1940 et n'ont jamais été réactivés |
| Les données manquantes sont à compléter. |                  |                             |             | |

## Démographie
| 1962  | 1968  | 1975  | 1982  | 1990   | 1999   | 2006   | 2011   | 2012   |
| ----- | ----- | ----- | ----- | ------ | ------ | ------ | ------ | ------ |
| 8 535 | 9 278 | 9 636 | 9 578 | 10 111 | 10 397 | 11 284 | 11 815 | 11 886 |